# شمشیرآباد (محله)
شمشیرآباد. نام یکی از قدیمی ترین مناطق در شرق شهر خرم‌آباد است. قدیمی ترین و با اصالت ترین بخشی از این محله که مرز بین بام لرستان و شمشیر آباد است با نام کوی علی‌آباد شناخته می‌شود متعلق به شخصی به نام علی‌مردان خان والی وقت لرستان بوده‌است. پلی قدیمی به نام پل اناری که در جریان سیل ۱۳۹۸ لرستان تخریب شد پل ارتباطی این محله با محله کوروش است.
محله شمشیر آباد که ابتدای ورودی شهر خرم آباد نیز می باشد پیش تر  برای خرید یا فروش اقلام مورد نیاز مردم، پایانه مینی بوس ها و خریدار های شیر و ماست های عشایر بود. حال حدود ۱۵درصد از افراد بازهم عشایر از این محله خرید و فروش های خود را انجام میدهند.

## تاریخچه
محله‌ایی که امروزه به نام شمشیرآباد شناخته می‌شود در زمان قاجار به نام محسن‌آباد معروف بوده‌است. دلیل آن وجود کاروانسرایی متعلق به محسن‌خان مظفرالملک حاکم منطقه خرم‌آباد در زمان قاجار بوده‌است.
پس از مظفرالملک یک ارمنی مهاجر دکه‌ایی در آنجا بنا می‌کند به دلیل آنکه نام آن ارمنی گاسباریان بوده مدتی به منطقه فعلی شمشیرآباد کاسپریو گفته می‌شده. پس از آن شخصی به نام یاور شمشیری چندین بنا در محل کنونی محله ساخته و این منطقه به شمشیرآباد معروف می‌شود.